# Pantelis Kapetanos
Pantelis Kapetanos (griego: Παντελής Καπετάνος; nacido el 8 de junio de 1983 en Ptolemaida, Grecia) es un exfutbolista griego que jugó como delantero para el equipo griego PAE Veria.
En la temporada 2009-2010 fue el máximo goleador del Steaua, con 15 goles en la primera liga rumana y 19 en todas las competiciones.

## Selección nacional
Ha sido internacional con la selección de fútbol de Grecia, ha jugado 4 partidos internacionales.

### Participaciones en Copas del Mundo
| Mundial                        | Sede      | Resultado    |
| ------------------------------ | --------- | ------------ |
| Copa Mundial de Fútbol de 2010 | Sudáfrica | Primera fase |